# 와카야마 토미사부로

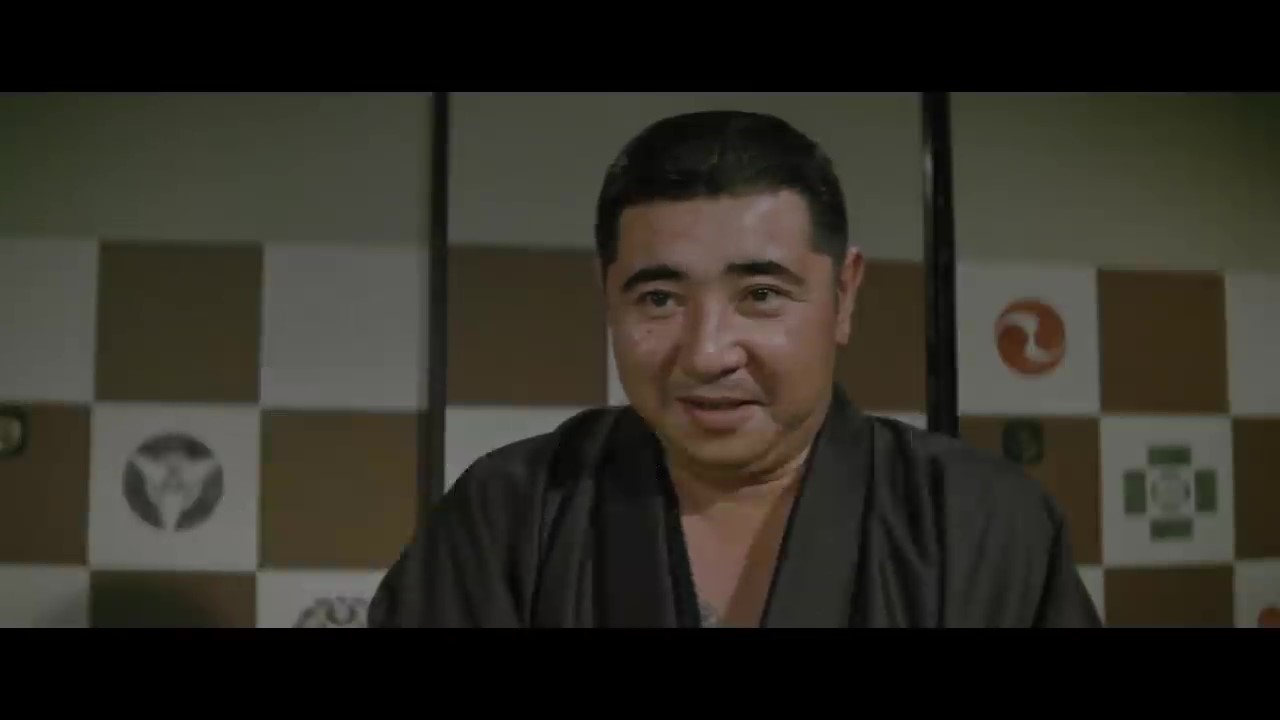

와카야마 토미사부로(Tomisaburo Wakayama, 1929년 9월 1일 ~ 1992년 4월 2일)는 일본의 배우, 가수, 영화배우이다.
도쿄시에서 태어났으며 교토시에서 사망하였다. 사인은 심부전이다.

## 영화
- 외통수 (1991년)
- 샤소 (1989년)
- 블랙 레인 (1989년) - 스가이 역
- 인간의 약속 (1986년)
- 인생극장 (1983년)
- 대일본제국 (1982년)
- 청춘의 문 (1981년)
- 마계전생 (1981년)
- 장군 암살자 (1980년)
- 나의 아들! 나의 아들! (1979년)
- 더 배드 뉴스 베어스 고 투 재팬 (1978년)
- 불새 (1978년)
- 악마의 노래 (1977년)
- 만개한 벚나무 숲 아래 (1975년)
- 신 의리없는 전쟁 (1974년)
- 아들을 동반한 검객 6 (1974년)
- 아들을 동반한 검객 5 (1973년)
- 아들을 동반한 검객 4 (1972년)
- 아들을 동반한 검객 3 (1972년)
- 아들을 동반한 검객 2 (1972년)
- 아들을 동반한 검객 (1972년)
- 박도외인부대 (1971년)
- 일본 폭력단 - 조장 (1969년)
- 닌자 (1963년) - 오다 노부나가 역
- 자토이치 2 (1962년)